# Habenaria orthocentron
Habenaria orthocentron är en orkidéart som beskrevs av Phillip James Cribb. Habenaria orthocentron ingår i släktet Habenaria och familjen orkidéer. Inga underarter finns listade i Catalogue of Life.